# چیزهای عجیب (ترانه)
«چیزهای عجیب» تک‌آهنگی از هنرمند اهل کانادا آلیسیا کارا است که در ۲ فوریه ۲۰۱۶ منتشر شد.